# Vito Braet
Vito Braet (født 2. november 2000 i Torhout) er en cykelrytter fra Belgien, der er på kontrakt hos Intermarché-Wanty.
Fra 2024-sæsonen kom Braet for første gang på et World Tour-hold, da han underskrev en toårig kontrakt med Intermarché-Wanty.